# Lhota u Olešnice
Lhota u Olešnice é uma comuna checa localizada na região de Morávia do Sul, distrito de Blansko.